# Siedler

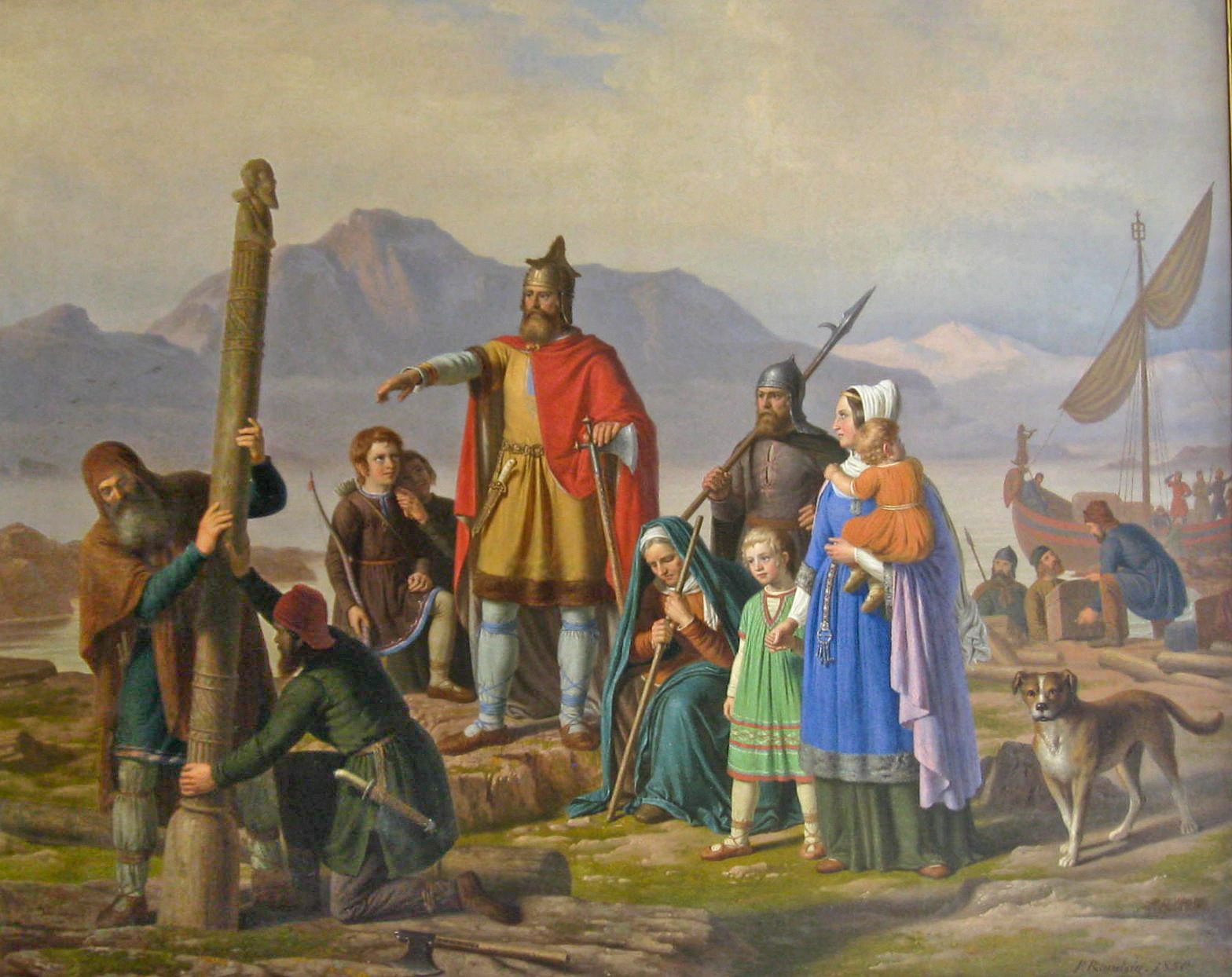
Ingólfr Arnarson, der erste Siedler von Island und Gründer der Stadt Reykjavík; Gemälde von Johan Peter Raadsig, 1850

Siedler (pluraliter; englisch settler; „settlement“ ist eine Ansiedlung) ist ein heute meist historisch konnotierter Begriff für Personen, die in einer Gruppe in vom Heimatort entfernte Regionen auswandern und sich dort niederlassen.

## Allgemeines
Siedler ist das Nomen Agentis von Siedlung. Besiedlung kann als Nutzbarmachung von bisher unbesiedeltem Land durch Siedler verstanden werden. Problematisch ist in diesem Kontext, dass nicht alle menschlichen Behausungen ganzjährig genutzt werden (siehe hierzu Nomaden). Insbesondere in Nordamerika wurden indigene Völker in Gebieten, die den Europäern gefielen, aktiv verdrängt, vertrieben oder in den sogenannten Indianerkriegen bekämpft (siehe hierzu: „Pfad der Tränen“).
Zu unterscheiden ist bei der Besiedlung von Land zwischen der Landnahme (englisch Land Grabbing, conquest) und der Landvergabe (englisch land-grant). Bei ersterer lassen sich Siedler illegal auf fremden Grund und Boden nieder, die Legitimation erfolgte durch staatliche Landvergabe direkt an Siedler. Illegale Siedler (englisch squatter) sind „wilde Siedler, die bei der Errichtung von Squatter-Siedlungen beteiligt sind. Die Squatter treten meist in Gruppen auf, da sie so ihr in Besitz genommenes Land besser verteidigen können“.
Im Kolonialismus wurde der Begriff Grenzland (englisch frontier) wird in der Geschichte der Vereinigten Staaten die sich nach Westen bewegende Siedlungsgrenze zwischen der von Indianern, Jägern und Fallenstellern geprägten Wildnis und der nachrückenden „Zivilisation“ bezeichnet, deren Ende auf 1890 datiert wird. Siedler bewegten sich dort auf der „(Great) Wagon Road“ und Nebenstraßen. Dabei wurde Land, welches bereits von indigenen Völkern bewohnt war, nicht als besiedelt betrachtet, da die Ankömmlinge ihre eigene Kultur, sowie die typischen Siedlungsstrukturen, damals als maßgeblich betrachteten. Bei den daraus resultierenden kriegerischen Auseinandersetzungen, setzen sich die Europäer (nicht zuletzt wegen ihrer Waffen) gegen die bisherigen Bewohner durch. Ein Teil der kriegerischen Handlungen, wie beispielsweise das Massaker von Wounded Knee (1890), werden aus heutiger Sicht als Kriegsverbrechen eingeordnet. Für die Besiedelung und Bewirtschaftung enteigneter Gebiete hat sich mittlerweile der Begriff Indian Removal durchgesetzt.
Eine weitere Unterscheidung erfolgt zwischen Binnensiedlern, die innerhalb eines Staates siedeln, und grenzüberschreitenden Siedlern.
Aussiedler und Spätaussiedler sind Deutschstämmige, die aus dem Ostblock nach Deutschland kamen, um sich dort anzusiedeln.

## Geschichte
Migrationen, sogar ganze Völkerwanderungen, gab es bereits in der Antike. Erste Siedler kamen schon gegen Ende der letzten Eiszeit über die damals noch existierende Landbrücke nach Schottland und lebten um 6600 n. Chr. im heutigen County Derry von Jagd und Fischfang.
Die Spuren der ersten Siedler in der Region um Alt-Smyrna sind um das Jahr 1000 v. Chr. zu datieren und betreffen die Aioler, deren Siedlung um 700 von den Ioniern übernommen worden zu sein scheint. Im 6. Jahrhundert v. Chr. wird der persische König Kyros I., der den Juden die Rückkehr nach Jerusalem als Siedler gestattete, Messias genannt (Jes 45,1 ). In der biblischen Erzählung führte der Prophet Mose (Dtn 34,10 ) als von Gott Beauftragter das Volk der Israeliten während der Landnahme der Israeliten auf einer 40 Jahre währenden Wanderung aus der ägyptischen Sklaverei in das kanaanäische Land.
Lange bevor slawische Stämme in die heutige Ukraine gelangten, waren es indogermanische Steppenvölker (Kimmerier, Skythen, Sarmaten, Alanen), die sich in dieser Region im 6. Jahrhundert n. Chr. niederließen. Die ersten Siedler in Island sollen der Überlieferung nach aus Irland stammende Mönche (Papey) gewesen sein, die jedoch um 870 durch die Landnahme der Wikinger unter Ingólfr Arnarson vertrieben wurden.
Im Mittelalter kultivierten die Siedler in Mitteleuropa das Brachland oder Waldland, ihre Höfe reihten sich in Bergtälern oder an Bächen entlang. Besonders in Mittel- und Osteuropa erlangte die Landrodung große Bedeutung, weil hier noch viel Brachland zur Verfügung stand. Dörfer mit Gewannflur sind wohl dadurch entstanden, dass die ersten Siedler das Land gemeinsam okkupierten, die Landfläche in Hofbereich, Ackerfläche und Weiden einteilten, die Gewanne in Streifen gliederten und auf Familien aufteilten. Das ehemalige Dorf Königshagen wurde um 1130 durch die Grafen von Scharzfeld gegründet und entwickelte sich durch Siedler zu einer Rodungssiedlung, die um 1420 als Folge einer Fehde verbrannt wurde. Noch heute erinnern Ortsnamen wie Osterode am Harz, Hohenrode oder Wernigerode an ihre Rodungsgeschichte.

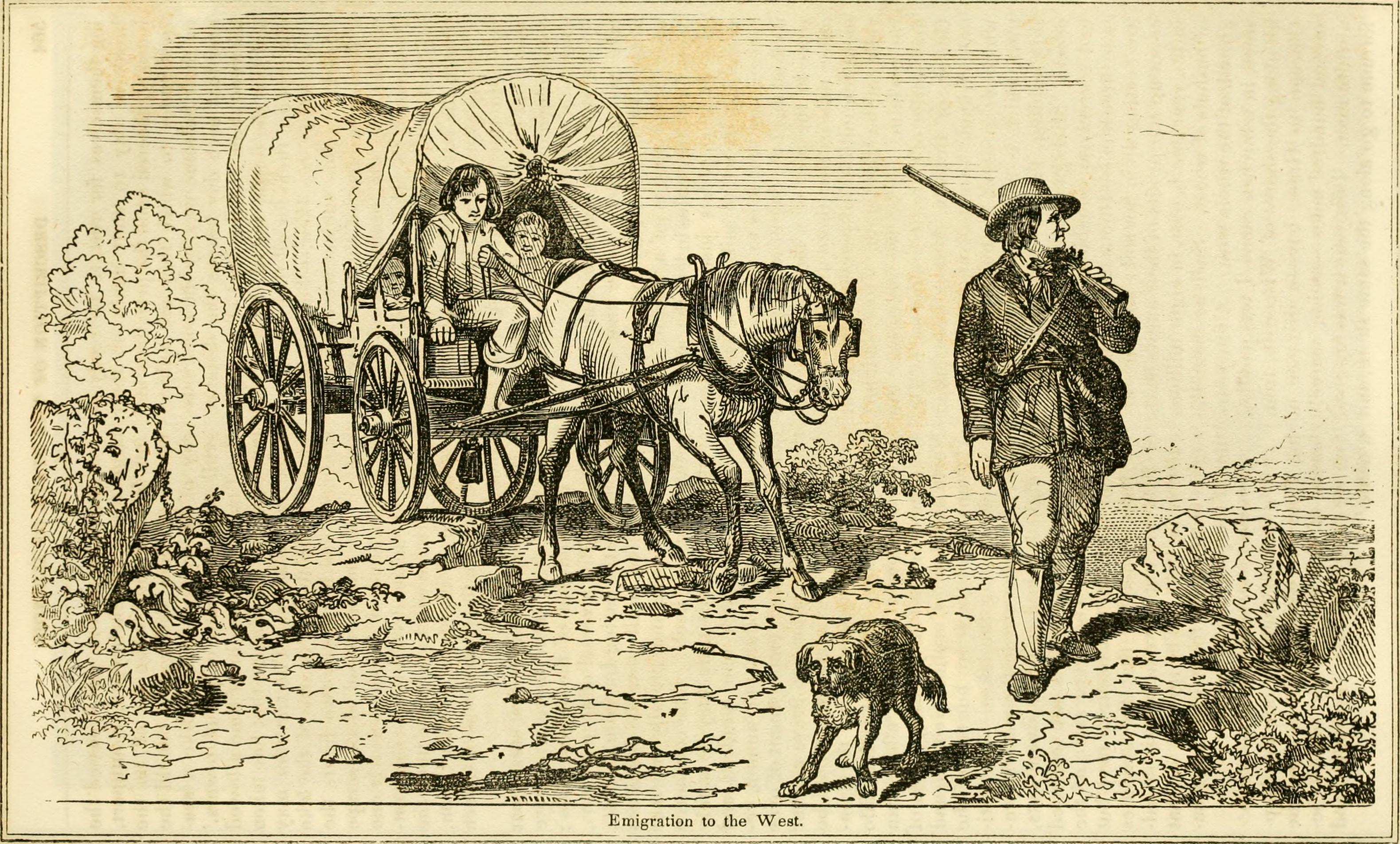
Emigration to the West (1860) – Darstellung einer Siedlerfamilie auf dem Treck mit einem „Prairie Schooner“

Nach der Entdeckung Brasiliens im April 1500 dauerte es bis 1531, als die ersten portugiesischen Siedler in Brasilien ankamen. Im August 1565 gründeten spanische Siedler St. Augustine (Florida), im Mai 1607 errichteten die Engländer ihre erste Siedlung Jamestown (Virginia). Weitere englische Siedler kamen im November 1620 mit der Mayflower an der Ostküste Nordamerikas in Plymouth an; sie schworen, dem englischen König treu zu sein. Der von Indianern dünn besiedelte Flächenstaat lud viele Siedler ein, von der Ostküste an die Westküste zu ziehen. Dazu konnten sie bewährte Pfade nutzen wie den 3.500 km langen Oregon Trail (durch das Land der Apachen und Sioux und über die Rocky Mountains mit dem 2.301 Meter hohen South Pass) oder den Santa Fe Trail mit 1.450 km Länge (durch das Land der Cheyenne und Kiowa vom Missouri River bis nach New Mexico). Auf dem Oregon Trail verließ im Mai 1842 ein Verband aus Planwagen Elm Grove (Missouri). Der Politikwissenschaftler Theodore J. Lowi unterschied 1964 unter anderem zwischen den Politikfeldern distributive und redistributive Politik und ordnete die Landvergabe an Siedler als distributive Politik ein, wobei er übersah, dass für die Landvergabe die dort siedelnden Indianer erst umgesiedelt oder vertrieben werden mussten. Die Landnahme durch weiße Siedler konnte George Catlin zufolge durch die Abschlachtung der Bisons etwa durch Buffalo Bill beschleunigt werden, weil den Indianern die Hauptnahrungsquelle entzogen wurde. Für die europäischen Siedler galten die Indianer solange als Weiße, bis sie zu ihren Feinden wurden; seitdem nannte man sie „Rothäute“.
Auch die Siedler Australiens und Neuseelands kamen aus Europa. Im Jahre 1793 erreichten die ersten freien Siedler Australien, 1797 führte der Großgrundbesitzer John Macarthur das Merinoschaf auf dem neuen Kontinent ein, 1807 verließ die erste Schiffsladung Schafwolle Australien in Richtung England. Während zunächst 160.000 Strafgefangene bis 1868 nach Australien kamen, war die Zahl der freien Siedler mit ca. 1,6 Millionen bedeutend höher. Die Besiedlungswelle begann hier ab 1815, nachdem John Macarthur die erfolgreiche Agrarproduktion in New South Wales bewiesen hatte.
Die erste bedeutsame, nicht portugiesischsprachige Kolonie Brasiliens richteten etwa 1.600 Schweizer Siedler (portugiesisch colonos) 1819 in Nova Friburgo ein. Nachdem im März 1820 der portugiesische und gleichzeitig brasilianische König Johann VI. die deutsche und europäische Bevölkerung zur Einwanderung nach Brasilien aufrief, fand sie in Form der Siedlungsbewegung oder Elitenwanderung statt. Letztere betraf wenige Einzelpersonen, die Siedlungsbewegung erfolgte in größeren Massenwanderungen. Die ersten deutschen Siedler gründeten im Juli 1824 São Leopoldo (Rio Grande do Sul), es folgten im März 1829 São Pedro de Alcântara (Santa Catarina), im Juli 1847 Santa Isabel (Espírito Santo) und im Februar 1829 Rio Negro (Paraná). Im September 1850 gründete der wohl bekannteste Siedler Brasiliens, Hermann Blumenau, die nach ihm benannte Stadt Blumenau; im März 1851 folgte das heutige Joinville.
Im zweiten Kolonialzeitalter während der Gründerzeit sorgten die Kolonialmächte meist dafür, dass auch die eigene Bevölkerung als Siedler in die eroberten Siedlungskolonien entsandt wurde. Das war bereits im Mittelalter durch Portugal (insbesondere in Angola, Brasilien, Goa, Mosambik) und Spanien (Mittel- und Südamerika) geschehen. Belgien, England, Deutschland und Frankreich ließen so weite Gebiete Afrikas besiedeln, um die Ausbeutung der Rohstoffvorkommen durch Weiße zu überwachen und den Technologietransfer zu organisieren. In Rhodesien wies das 1930 in Kraft getretene Gesetz über die Landverteilung (englisch Land Apportionment Act) das fruchtbarste Land den weißen Siedlern zu und teilte schließlich das Land in europäische und afrikanische Gebiete (englisch Tribal Trust Land) auf. Ergebnis dieser Landverteilung war, dass die weißen Siedler über mehr als die Hälfte der Agrarfläche verfügten. Hieraus entstand ein afrikanischer Rassismus, als Präsident Robert Mugabe 2001 die Weißen zu Staatsfeinden machte und ihnen den Krieg erklärte.
Charakteristisch für siedlerkolonialistische territoriale Expansion war auch ein ausgeprägter Rassismus in der Siedlerbevölkerung und die Behauptung, das Land sei leer gewesen, als die ersten Siedler kamen. Die wichtigsten siedlerkolonialistischen Staaten sind die USA, Australien, Neuseeland, Südafrika und Israel.
Während der Nazizeit flohen viele Juden ab 1935 aus Deutschland, wobei sich einige auch für Palästina entschieden. Ab 1948, dem Jahr der Staatsgründung Israels und dem Beginn der palästinensischen Tragödie, der Nakba, etablierte sich eine Siedlungspolitik, die besonders ab 1967 an Bedeutung gewann. Die erste Generation von Kolonisten nannten sich Mitjaschvim (hebräisch מיטאשבים mitjaschvim). Diese vor 1948 eingewanderten Juden kamen vorwiegend aus Europa, waren in der zionistischen Bewegung aktiv gewesen und wollten mit dem Staat Israel ein weltliches, sozialistisch geprägtes Gemeinwesen aufbauen. Nach dem Sechstagekrieg 1967 begannen die ersten jüdische Siedler, sich in den eroberten Gebieten des Westjordanlandes und Ostjerusalems in israelischen Siedlungen niederzulassen. Ihre völkerrechtlich illegalen Siedlungen nannten sie Mitnahlim, für „Bewohner eines gottgegebenen Landes“ (hebräisch קח איתך mitnahlim). Die Siedlerbevölkerung war überwiegend religiös und konservativ geprägt, die politisch einem Neoliberalismus des Reagan‘schen Typs anhing. Ihre Landnahme wird – im Unterschied zur Siedlungstätigkeit ihrer Vorgänger – durch den Staat Israel gefördert und finanziert. Im Englischen werden sie settler (dt. Siedler), im Französischen colon (fr. Kolonist) genannt.

## Heute
In Kanada werden heute Siedler definiert als die „nicht-indigenen und in Kanada lebenden Völker europäischer Abstammung mit gesellschaftspolitischer Mehrheit“. Daraus ist ersichtlich, dass Siedlerkolonialismus ein andauerndes Phänomen darstellt.